# Kanton Le Fumélois
 Le Fumélois   is een kanton van het Franse departement Lot-et-Garonne. Het kanton maakt deel uit van het arrondissement Villeneuve-sur-Lot en telde 17.897 inwoners in 2018.
Het kanton werd gevormd ingevolge het decreet van 26 februari 2014 met uitwerking op 22 maart 2015 met Fumel als hoofdplaats.

## Gemeenten
Het kanton omvat de volgende gemeenten:
- Anthé
- Blanquefort-sur-Briolance
- Bourlens
- Cazideroque
- Condezaygues
- Courbiac
- Cuzorn
- Fumel
- Lacapelle-Biron
- Masquières
- Monsempron-Libos
- Montayral
- Saint-Front-sur-Lémance
- Saint-Georges
- Saint-Vite
- Sauveterre-la-Lémance
- Thézac
- Tournon-d'Agenais
- Trentels